# Cadeia Báltica

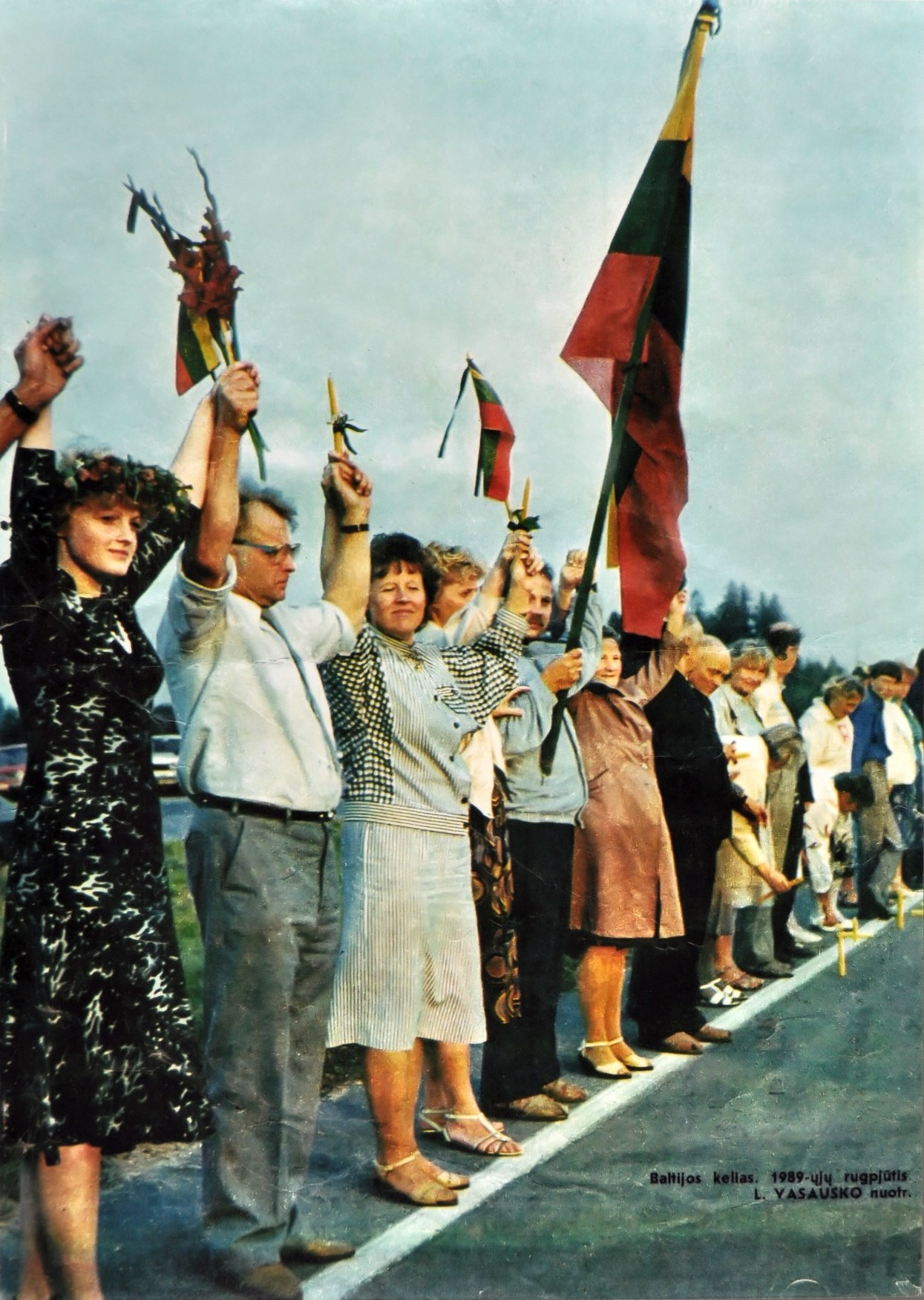
Foto da Cadeia Báltica publicada na revista Moteris. Os participantes seguram velas e bandeiras lituanas com fitas pretas para expressar luto e discordância pela situação que vivem.

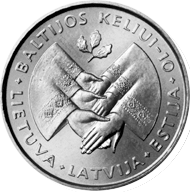
Moeda de 1 litas comemorativa do décimo aniversário da Cadeia Báltica

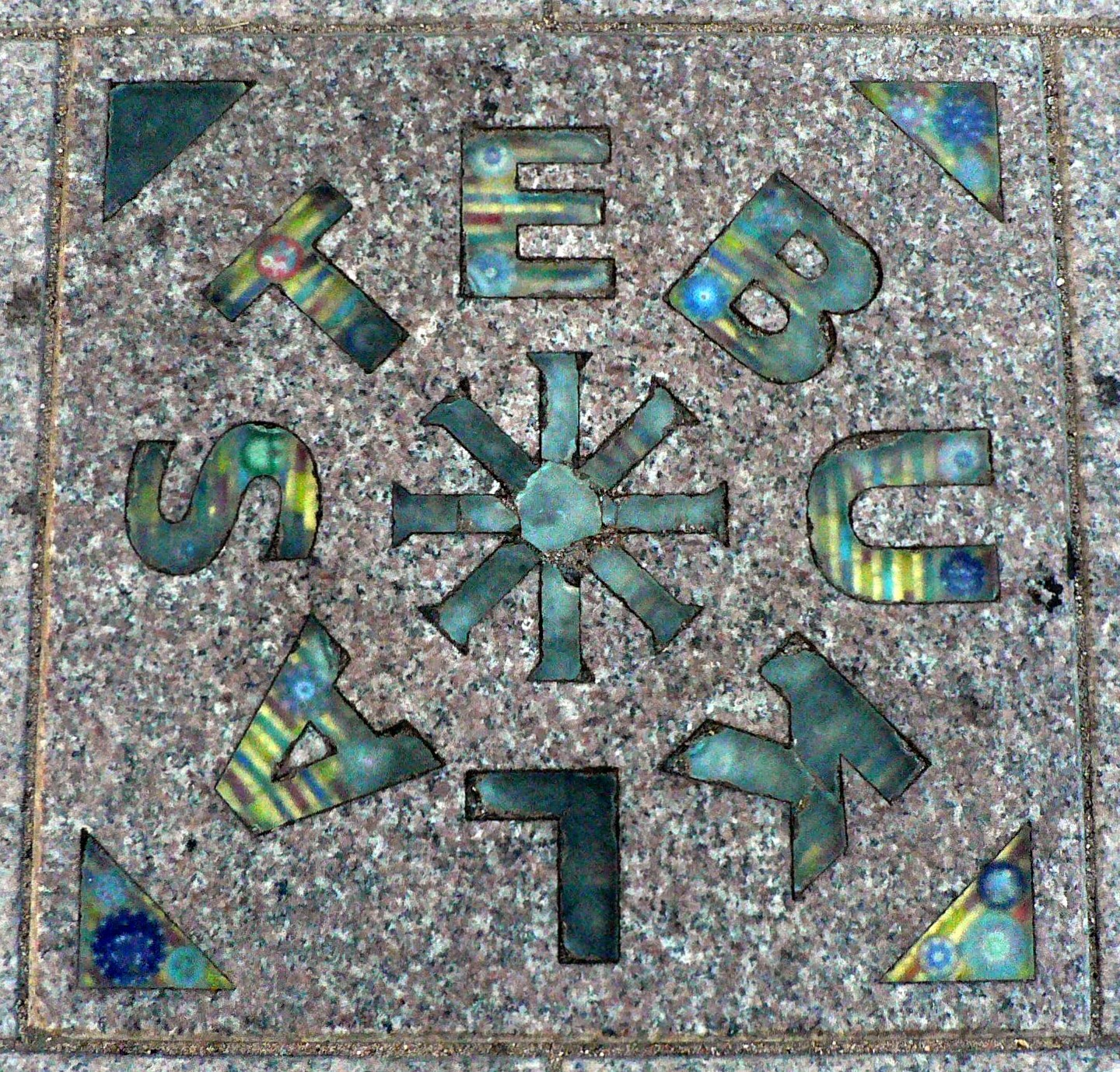
A palavra STEBUKLAS, em lituano "Milagre", está num mosaico do chão frente à catedral de Vilnius, e marca o local onde começava a Cadeia Báltica

Designa-se por Cadeia Báltica (em estónio: Balti kett, em letão: Baltijas ceļš, em lituano: Baltijos kelias) o evento ocorrido em 23 de Agosto de 1989 nos três países bálticos - à data ainda repúblicas soviéticas - quando aproximadamente dois milhões de pessoas deram as mãos para formar uma cadeia humana de mais de 600 km de comprimento, cruzando as três repúblicas bálticas (Estónia, Letónia e Lituânia) e passando pelas três capitais (Tallinn, Riga e Vilnius, respectivamente). Ilustrando solidariedade entre as nações, o movimento foi descrito como publicitariamente efetivo, emocionalmente cativante e visualmente impressionante.
Esta original manifestação foi organizada para chamar a atenção da opinião pública mundial sobre o destino comum que tinham sofrido as três repúblicas. De facto, celebrou-se coincidindo com o cinquentenário da assinatura do acordo secreto conhecido como Pacto Molotov-Ribbentrop, pelo qual a União Soviética e a Alemanha Nazi dividiram esferas de influência na Europa de Leste, e que levou à ocupação por parte dos soviéticos dos três estados. Este pacto só foi admitido pelas autoridades soviéticas uma semana antes da realização da Cadeia Báltica.
O protesto foi completamente pacífico.

## Antecedentes

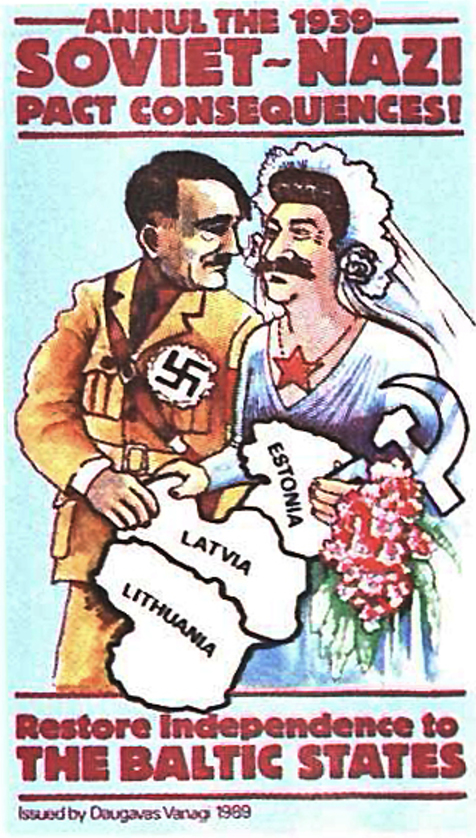
Poster denunciando o Pacto Molotov–Ribbentrop

A União Soviética negava a existência dos protocolos secretos do Pacto Molotov – Ribbentrop, apesar de terem sido amplamente publicados por estudiosos ocidentais após surgirem durante os Julgamentos de Nuremberg. A propaganda soviética também sustentava que não havia ocupação e que os três estados bálticos aderiram voluntariamente à União. Os estados bálticos alegaram que foram incorporados à força e ilegalmente na União Soviética. A opinião popular era que os protocolos secretos provavam que a ocupação era ilegal. Essa interpretação do Pacto teve implicações importantes nas políticas públicas do Báltico. Se diplomatas do Báltico pudessem vincular o Pacto e a ocupação, eles poderiam alegar que o domínio soviético nas repúblicas não tinha base legal e, portanto, todas as leis soviéticas eram nulas e sem efeito desde 1940. Tal posição terminaria automaticamente o debate sobre a reforma da soberania do Báltico ou o estabelecimento de autonomia dentro da União Soviética - os estados nunca de jure pertenceram à união em primeiro lugar. Isso abriria a possibilidade de restaurar a continuidade legal dos estados independentes que existiam no período entre guerras.
Com a aproximação do 50º aniversário do Pacto Molotov – Ribbentrop, aumentavam as tensões entre os países bálticos e Moscou. Romualdas Ozolas da Lituânia conseguiu dois milhões de assinaturas exigindo a retirada do Exército Vermelho do pais. O Partido Comunista da Lituânia estava deliberando a possibilidade de se separar do Partido Comunista da União Soviética. Em 8 de agosto de 1989, os estonianos tentaram alterar as leis eleitorais para limitar os direitos de voto de novos imigrantes (principalmente trabalhadores russos). Isso provocou greves e protestos em massa de trabalhadores russos. Moscou ganhou a oportunidade de apresentar os eventos como um "conflito interétnico" - podendo então se posicionar como "pacificador" restaurando a ordem em uma república problemática. As crescentes tensões em antecipação ao protesto despertaram esperanças de que Moscou reagisse anunciando reformas construtivas para atender às demandas do povo do Báltico. Ao mesmo tempo, cresceram os temores de uma repressão violenta. Erich Honecker, da Alemanha Oriental, e Nicolae Ceauşescu, da Romênia, ofereceram assistência militar à União Soviética, caso decidisse usar a força e interromper a manifestação.
Em 18 de agosto, o Pravda publicou uma extensa entrevista com Alexander Nikolaevich Yakovlev, presidente de uma comissão de 26 membros criada pelo Congresso dos Deputados do Povo para investigar o Pacto Molotov – Ribbentrop e seus protocolos secretos. Durante a entrevista, Yakovlev admitiu que os protocolos secretos eram genuínos. Ele condenou os protocolos, mas sustentou que eles não tiveram impacto na incorporação dos estados bálticos. Assim, Moscou reverteu sua posição de longa data de que os protocolos secretos não existiam ou eram falsificações, mas não admitiam que os eventos de 1940 constituíssem uma ocupação. Claramente, não bastava satisfazer os países bálticos e, em 22 de agosto, uma comissão do Soviete Supremo da SSR da Lituânia anunciou que a ocupação em 1940 era um resultado direto do Pacto Molotov – Ribbentrop e, portanto, ilegal. Foi a primeira vez que um organismo oficial soviético desafiou a legitimidade do domínio soviético.

## Cadeia humana
A cadeia ligava as três capitais bálticas - Vilnius, Riga e Tallinn. Percorreu Vilnius pela rodovia A2, passando por Širvintos e Ukmergė até Panevėžys, depois pela Via Baltica, passando por Pasvalys até Bauska na Letônia e passando por Iecava e Ķekava até Riga e depois pela estrada A2, passando por Vangaži, Sigulda, Līgatne, Mūrnieki e Drabeši, até Cēsis, de lá, passando por Lode, até Valmiera e depois por Jēči, Lizdēni, Rencēni, Oleri, Rūjiena e Ķoņi até a cidade da Estônia de Karksi-Nuia e de lá através de Viljandi, Türi e Rapla até Tallinn. Os manifestantes deram as mãos pacificamente por 15 minutos às 19h00, horário local (16h00 GMT). Mais tarde, várias reuniões e protestos locais ocorreram. Em Vilnius, cerca de 5 000 pessoas se reuniram na Praça da Catedral, segurando velas e cantando canções nacionais, incluindo Tautiška giesmė. Em outros lugares, os padres realizavam missas ou tocavam os sinos das igrejas. Líderes das frentes populares da Estônia e da Letônia se reuniram na fronteira entre suas duas repúblicas para uma cerimônia simbólica de funeral, na qual uma gigantesca cruz negra foi incendiada. Os manifestantes seguravam velas e bandeiras nacionais pré-guerra decoradas com fitas pretas em memória das vítimas do terror soviético: Forest Brothers, deportados para a Sibéria, presos políticos e outros "inimigos do povo".
A maioria das estimativas do número de participantes varia entre um e dois milhões. A Reuters News informou no dia seguinte que cerca de 700 000 estonianos e 1 000 000 de lituanos se juntaram aos protestos. A Frente Popular da Letônia estimou uma participação de 400 000.